# The Life of Abraham Lincoln
Pour plus de détails, voir Fiche technique et Distribution.
The Life of Abraham Lincoln est un film américain réalisé par Langdon West, sorti en 1915. 
Ce film muet en noir et blanc met en scène l'assassinat en 1865 d'Abraham Lincoln, seizième président des États-Unis, tué par balle alors qu'il assiste à une pièce de théâtre.
Le film est projeté la première fois au Majestic Theatre de New York.

## Fiche technique
- Titre original : The Life of Abraham Lincoln
- Réalisation : Langdon West
- Scénario : James Oppenheim (en)
- Société de production : Edison Company
- Société de distribution : General Film Company
- Pays d'origine :  États-Unis
- Langue : anglais
- Format : Noir et blanc – 1,33:1 – 35 mm – Muet
- Genre : Drame historique
- Longueur de pellicule : 600 m (2 bobines)
- Durée : 15 minutes
- Année : 1915
- Dates de sortie :
  -  États-Unis : 26 février 1915
  -  États-Unis : 2007 (DVD)

## Distribution
- Frank McGlynn Sr. : Abraham Lincoln
- Charles Sutton (en) : le juge Davis (judge Davis)